# Belciana prasina
Belciana prasina là một loài bướm đêm trong họ Noctuidae.